# Eucryphia glutinosa
Eucryphia glutinosa är en tvåhjärtbladig växtart som först beskrevs av Poepp. & Endl., och fick sitt nu gällande namn av Henri Ernest Baillon. Eucryphia glutinosa ingår i släktet Eucryphia och familjen Cunoniaceae. Inga underarter finns listade i Catalogue of Life.